# 中緬関係
中緬関係（ちゅうめんかんけい、中国語: 中缅关系; ビルマ語: မြန်မာ-တရုတ်ပြည်သူ့သမ္မတနိုင်ငံဆက်ဆံရေး）では、主に中華人民共和国とミャンマーの二国間関係について記述する。

## 前史
中緬関係は、以下のように中国のミャンマー侵略の歴史だった。
- パガン朝時代、1277年～1287年の間、ミャンマーは、三度、元の侵略を受け、1287年のパガンの戦いに敗れ、パガン朝は滅亡した（モンゴルのビルマ侵攻）。
- タウングー朝時代、1550年～1606年の間、ミャンマーは明と計9回軍事衝突した（明緬戦争（中国語版））。
- 1659年～1662年の間、南明最後の皇帝・永暦帝父子がミャンマーへ逃亡。タウングー朝はこれを匿ったが、1662年、呉三桂率いる清軍が永暦帝の引き渡しを求めて進軍してきたため、結局、父子を引き渡した（タウングー王朝#中国との関係）。
- コンバウン朝時代、1765～1769年の間、ミャンマーは清と計4回軍事衝突し、1769年以降は清の朝貢国となった。

ウー・ヌ首相は、中国とビルマを象と子羊に例え、「かつてわれわれは、中国がわが国の内政に介入するのではないかと非常に恐れ、疑念を抱いていた」と述べたことがある。

## 歴史

### 議会制民主主義時代

#### ミャンマーの非同盟・中立外交と中国の二陣営理論

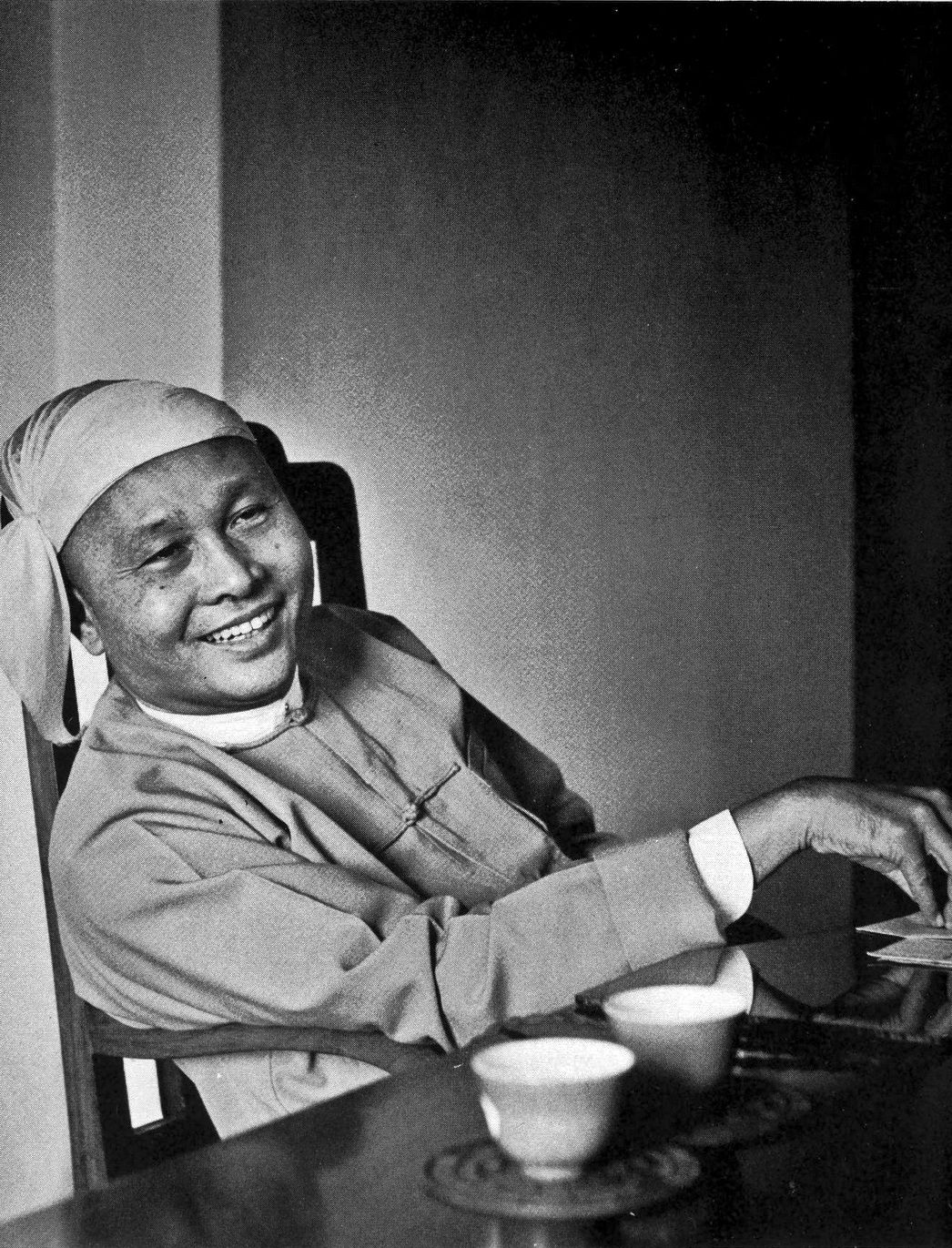
ウー・ヌ

1948年1月4日、ビルマ連邦として独立したミャンマーは、ウー・ヌ首相の下、非同盟・中立外交を志向していた。その精神は、1948年5月、国内の左翼勢力の統一を目指して策定された「左翼統一計画」に示されている。
- 近隣諸国をはじめ、世界中のすべての国々との友好関係を維持する。
- ビルマの従属化につながるいかなる外国援助も拒否する。
- 冷戦の二大勢力圏（アメリカ、ソ連）、あるいはインドや中国との連携を避ける。

一方、中国は二陣営理論を採用し、世界を社会主義陣営と帝国主義陣営に二分、ミャンマーのような非同盟・中立主義を欺瞞と一蹴。人民日報は、アウンサンを「裏切り者」、ウー・ヌを帝国主義の「手先」、AFPFL政権を「外国帝国主義に服従する反動政権」「イギリス帝国主義の傀儡」と批判した。

#### 中緬国交樹立
1949年10月1日、中華人民共和国が樹立すると、中国商工会議所や中国貿易協会など約40の中国系団体に支えられたミャンマー左派は、AFPFL政権に中国を承認するように圧力をかけた。当時、ミャンマーには約30万人の華僑が住んでおり、その多くは福建省出身または客家だったが、同化が進んでおり、現地のミャンマー人の反発はさほど買っていなかった。中国を敵に回したくないミャンマーも中国を承認する方針を固め、しかも非共産圏で最初に承認して中国の歓心を買うために、年末までに中国を承認するつもりだったインドに数日待ってほしいと要請する念の入れようだった。中国の国交樹立の条件は、中華民国（台湾）との国交を断絶することだったが、ミャンマーはこれを飲み、1950年6月8日、両国は国交を樹立した。ミャンマーは、中国にとって16番目の国交樹立国で、目論見どおり非共産圏では最初の国交樹立国となった。
しかし、当時の中緬関係はお互い疑心暗鬼といったところで、1950年代前半に策定されたミャンマー軍（以下、国軍）の最初の軍事ドクトリンの仮想敵国は中国だった。そして、ミャンマーはアメリカとの関係を維持することで両国間の均衡を図ることを考え、1950年、米緬間で相互防衛援助協定が締結された。これには中国もミャンマー左派も不満だったが、結局、CIAがシャン州に陣取った中国国民党軍（KMT、泰緬孤軍）を支援していることが明らかになり、1953年に破棄された。

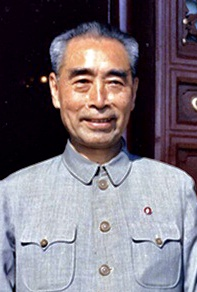
周恩来

#### パウッポーの関係
1950年代前半、アメリカの封じこめ政策に対峙した中国は、外交方針を転換。中立国とも友好関係を結び、中国と欧米諸国との間の緩衝地帯とする平和共存政策を採った。ミャンマーにしても、1953年の国連決議によってもKMTをシャン州から放逐できなかったことから、中国とより緊密な関係を構築することを望んでいた。
中緬関係の改善は、主にウー・ヌと周恩来首相の個人的信頼関係に依っており、1954年6月に初訪緬した周恩来とウー・ヌとの間で、領土主権の相互尊重、相互不可侵、内政不干渉、平等互恵、平和共存を内容とする平和5原則が確認された。また両国間の経済友好関係も築かれ、1954年4月22日、両国は有効期間3年の初の貿易協定を締結し、中国はミャンマーに石炭、絹、絹織物、綿織物、紙、農機具、軽工業製品、手工芸品、琺瑯、磁器、缶詰、茶、タバコを輸出し、ミャンマーは中国に米、米製品、豆類粕、鉱物、木材、ゴム、綿を輸出することとされた。同年11月3日には、中国がビルマ米15万トンを購入するバーター貿易協定が締結された。ただし、当時の両国間の貿易額は微々たるものだった。
1950年代のミャンマーでは、このような中緬の友好関係を表すのに、「胞波（パウッポー）」という言葉が使われた。デヴィッド・I・スタインバーグによると、「兄弟のような」という意味で、ミャンマーにおいてのみ使われたのだという。

#### 4つの問題
国交樹立以来、中緬関係には以下の4つの問題があった。
1. 華僑：前述したように、独立当時ミャンマーには約30万人の中国系ミャンマー人がいたが、1950年代初頭から内戦を逃れた雲南人がミャンマーに移住し始め、1950年代半ばまでに、当時のミャンマーの人口の5％に相当する約100万人の中国系がおり、その二重国籍が問題となっていた。周恩来は事あるごとに、中国系はミャンマー国籍を取得して、中国国籍から離脱すべきと主張して、二重国籍問題の解決に協力した。また中国系の一部がミャンマーの政治に関与しているという苦情も寄せられていたが、実際はつつがなく商売をしていくために政権与党のAFPFLに寄付せざるをえないという事情があったようだ。中国系の一部はビルマ共産党（CPB）にも寄付していた[8][9]。
2. 中国国民党：前述したように、1950年1月、国共内戦に敗れた中国国民党軍（KMT）の兵士約200人が、国境を越えてシャン州に侵入し、その後、シャン州のモンサッ（英語版）に拠点を築いた。彼らはCIA、台湾、タイの支援を受け、1953年末までに兵力は1万2,000人にまでに増強、中国奪還を目指して何度となく雲南省侵入を試みたが、実際の目的は中緬関係を悪化させることだったとも言われている。ミャンマーは、KMTを匿っていると中国に誤解されることを非常に恐れていたが、その点、中国はミャンマーの困難な立場によく理解を示したのだという。1953年の国連決議により、6,568人のKMT兵士が台湾へ撤退したが、それでも6,000人以上のKMT兵士がシャン州に残り、カレン民族同盟（KNU）や新モン州党（NMSP）と接触していた。中国はミャンマーがこの問題を軽視していると不満を抱いていたが、後述する国境問題を解決するためにはKMTの掃討が必須とミャンマー側を説得。1960年末から1961年初頭にかけて、国軍・中国人民解放軍合同で「メコン川作戦」を発動し、KMTを泰緬国境地帯に放逐した[10]。中緬国境

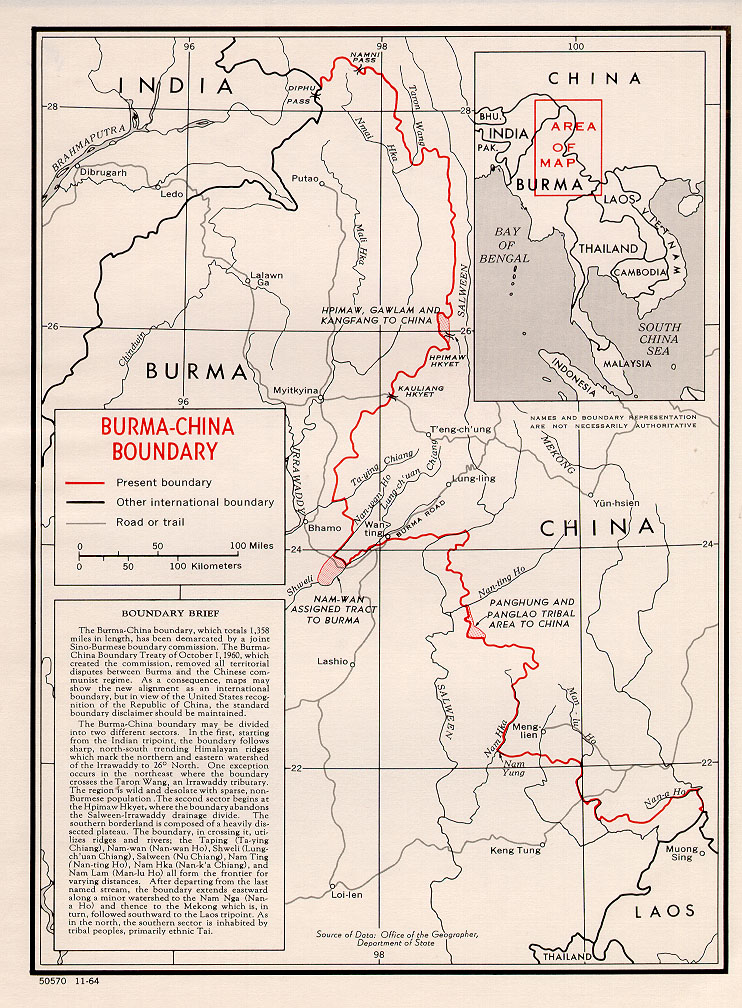
中緬国境

3. 国境の画定：中緬国境画定協議は1954年から始まり、1960年1月、ネ・ウィン選挙管理内閣の下で、国境画定および友好不可侵条約が締結された。これはミャンマー史上初めて中国と合意された国境線で、もともと19世紀にイギリスが中国から借り受けたピモー（Hpimaw）、ゴーラン（Gawlam）、カンパン（Kangfang）というカチン族の小さな村々とパンフン（Panghung）、パンラオ（Panglao）のワ族居住地域[注釈 2]を中国に譲渡する代わりに、中国に譲渡する代わりに、ミャンマーはナムカムの北西にあるナムワン指定地域（英語版）を譲り受けた。新しく定められた国境は、概ねイギリスが定義した国境で、ミャンマー優位と言えるものだったが、これに不満なカチン族の民族主義者がカチン独立軍（KIA）を結成するきっかけとなった[11][12][13]。
4. ビルマ共産党：中国は、独立後すぐに反乱を起こしたCPBを「真の革命政党であり、CPBだけがビルマ国民を率いてビルマの自由、平和、そして独立を勝ち取ることができる」と高く評価していたが、1954年に平和5原則が確認された際に、周恩来が「革命は輸出できない。試みても成功する可能性はない。各国の共産党は、自ら勝利するしかない」と述べたように、この時点では、中国の対CPB支援は心情的支援にとどまり、資金・物資援助はしていなかったとされる[14]。

### 社会主義時代

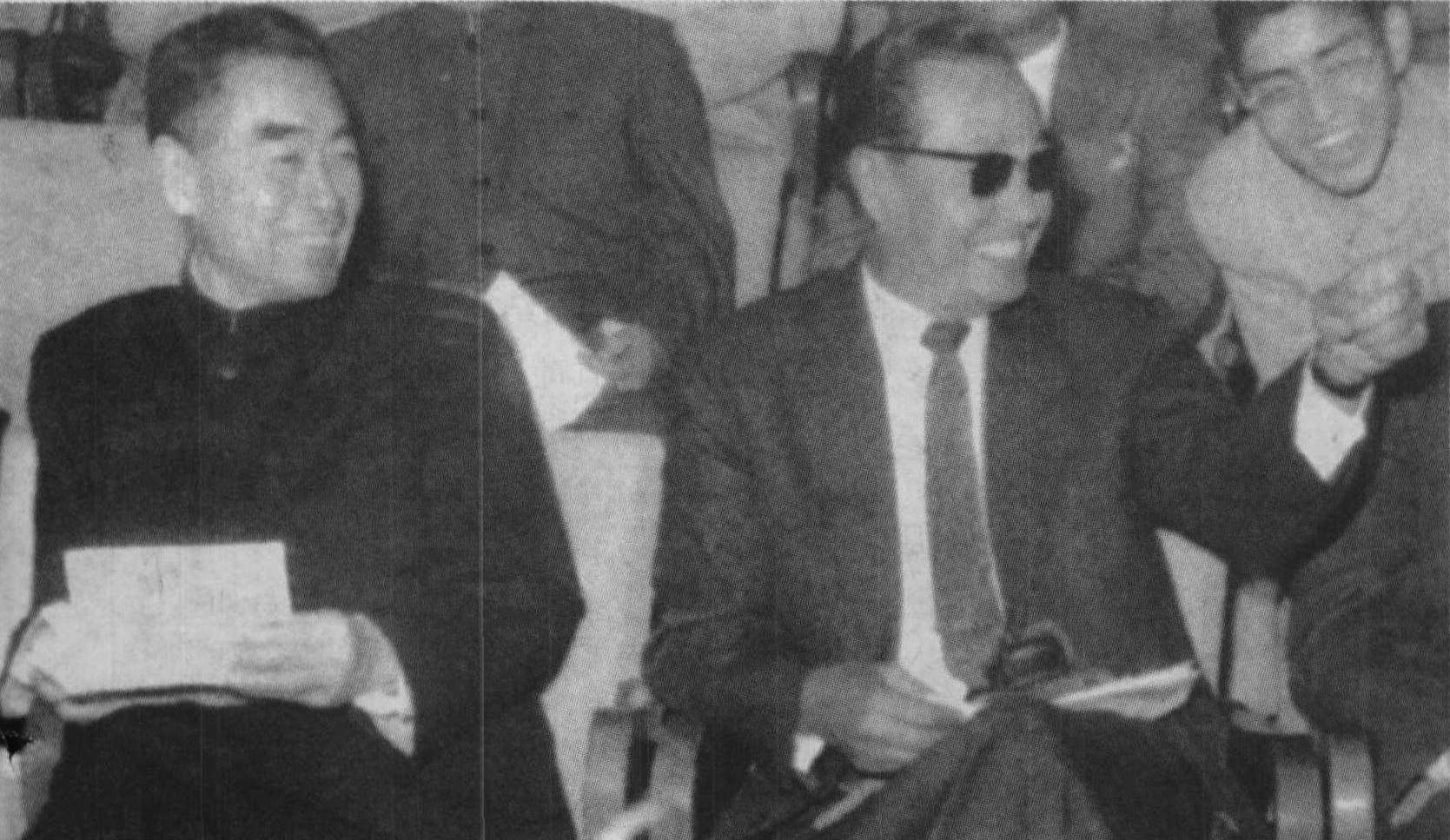
ネ・ウィンと周恩来（1960年）

#### 『ビルマ社会主義への道』に対する中国の反応
中国は1962年3月7日にビルマ連邦革命評議会を承認、ネ・ウィンの軍事独裁政権を承認した4番目の国となった。しかし、中国は『ビルマ社会主義への道」には懐疑的で、ビルマ社会主義計画党（BSPP）を反共産主義・反人民主義の政党、革命評議会の政策を経済独占、軍事独裁の政策と見なし、決して承認しなかった。中国外交部第一アジア局が発表したレポートには、以下のように述べられている。
しかし、中国はミャンマーとの友好関係は維持した。革命評議会の国有化・ビルマ化政策により、中国系ミャンマー人も大打撃を受けた。1964年には、1万店以上の民間商店が国有化されたが、そのうち6,700店は中国人所有で、その資産額は2億チャット以上と推定された。中国銀行と交通銀行も国有化された。同年5月、50チャットと100チャット紙幣が廃貨となり、多くの中国系が一夜にして財産を失った。1965年には、1962年の時点で259校あり、約3万9000人の生徒が通っていた中国系学校もすべて国有化され、中国人教師は解雇され、中国系が経営する新聞はすべて発禁処分となった。この件につき、中国系は中国政府に支援を求めたが、中国は「中国系はミャンマーの法律を遵守すべき」とにべもなく、革命評議会に中国系学校の接収への協力を申し出、中緬国境にある雲南省の銀行に、チャット預金とチャットによる大口海外送金の取引を停止するよう命じた。中国はネ・ウィンが失脚してより反動的な政府が現れ、欧米諸国との関係を深めることを恐れていた。また、CPBはまだまだ力不足と考えていた。1963年には劉少奇の仲介で、革命評議会はCPBと和平交渉を行ったが、結局、決裂した。

#### 1967年の反中暴動と中国の対緬政策の転換
このように比較的友好的だった中緬関係に亀裂が生じたのは、1967年の反中暴動がきっかけだった。1950年代後半から中国の外交路線は徐々にイデオロギー色が強くなり、アジア、アフリカ、ラテンアメリカに共産主義を「輸出」する方針に転換、1966年に始まった文化大革命でそれは決定的となった。ミャンマーでも中国系学校に通う生徒や教師の一部が毛沢東バッジを付けて登校するようになり、ミャンマー人の不興を買っていた。革命評議会は毛沢東バッジの着用を禁止したが、一部の中国系ミャンマー人はそれを守らず。1967年6月27日、ついにヤンゴンで反中暴動が起こり、30人以上の中国人が殺害され、中国人の商店や家屋が放火され、財産は略奪された。ただ、これは、革命評議会が米不足からくる国民の不満を逸らすために、反中暴動を利用したとも言われている。この事件を機に、両国はともに相手国の大使を召還し、国交は一時中断。さらに中国がCPBを本格的に支援するようになり、翌1968年1月1日、シャン州に侵入したCPBの3つの部隊は、またたくまにシャン州北東部を占拠し、「北東軍区」と呼ばれる広大な「解放区」を築いた。

#### 中緬関係修復と中国のビルマ共産党への支援停止
しかし、中緬関係の修復は早かった。国交中断期間中も、ミャンマーはアメリカにもソ連にもおもねることはなく、相変わらず非同盟・中立を貫いた。ミャンマーにとって、「隣の大国」である中国の重要性はいささかも変わっておらず、中国のCPB支援はミャンマーに甚大な被害をもたらしていた。中国にしても、文化大革命の「輸出」がミャンマーのみならず各国で混乱をもたらしたことをすぐに察知、外交方針を元の平和共存政策に戻し、各国との関係再構築に乗り出した。ソ連の脅威拡大と米中関係の緊張緩和もそれを後押しした。
ネ・ウィンは1971年8月、1975年11月、1977年8月、1980年10月と訪中を繰り返して中緬関係修復に腐心。1975年の訪問の際には、重病を押して毛沢東が直々にネ・ウィンと会談を持った。1977年11月26日には、ネ・ウィンは、中国の支援を受けながらも国際的に孤立していたクメール・ルージュ支配下のカンボジアを電撃訪問。これに応えて、当時、事実上の中国最高指導者になっていた鄧小平が、権力復帰後最初の外遊先としてミャンマーを選び、6日間の滞在期間中、ネ・ウィンと3度会談を行った。ネ・ウィンは中国の要人と会談した際、再三、CPBへの支援を止めるように要請し、その度に中国側は「政府対政府」と「党対党」の関係を峻別していると述べて、やんわりかわしていた。しかし、1978年から中国の対CPB支援は減少し始め、中国に滞在していたCPB関係者は北東軍区に帰国させられ、雲南省・芒市にあったCPBのラジオ局『ビルマ人民の声』は閉鎖され、パンカンへの移転を余儀なくされ、CPB軍に参加していた中国人紅衛兵は召喚された。キンニュンの回顧録によれば、中国の対CPB支援が完全に停止したのは1985年頃のようである。

#### 国境貿易開放

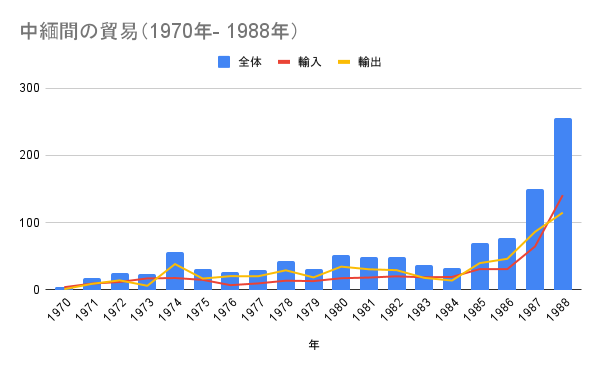
中緬間の貿易（1970年- 1988年）

1978年から鄧小平が「改革開放」を訴えたことにより、中緬国境貿易も盛んになった。1980年、中国は中緬国境に約70か所の非公式ゲートを設置。1985年には中緬国境貿易は公式化され、さらに貿易量が増加した。1980年、1984年、1987年の三度、両国間で経済技術協力協定が締結され、中国からミャンマーへの投資・融資も増加していった。
また、国境開放により雲南人が再びミャンマーに流入し始め、1981年5月と1988年3月の大規模火災でマンダレーの多数の家屋が焼失すると、再建費用がないミャンマー政府は多数の雲南人をマンダレーに受け入れた。彼らはそこで新たな貿易事業を立ち上げ、新しい店舗、ホテル、レストランを建設した。今日、マンダレーが中国人の街と化しているのは、これが始まりである。
この頃の中緬の経済交流は、中国にとっては重要性は低かったが、1985年9月2日には早くも、中国共産党中央宣伝部副部長・潘奇が『北京週報』に『西南開放：専門家の意見』という記事を掲載し、現在の一帯一路にも通じる、ミャンマーを経由してインド洋に至る対外貿易の活路を開拓する可能性を示唆していた。

### SLORC/SPDC時代

#### 中緬関係強化
1988年9月18日に軍事クーデターを起こして成立した国家法秩序回復評議会（SLORC、1997年11月に国家平和発展評議会《SPDC》に改名）は、ビルマ式社会主義を放棄し、対外開放・市場経済という新たな経済体制に乗り出した。しかし8888民主化運動の際の苛烈な弾圧は、激しい国際的非難を浴び、アメリカ、EU、カナダ、オーストリアなどの西側諸国はミャンマーに経済制裁を課し、日本も新規ODAを凍結した。このような情勢でSLORC/SPDCに手を差し伸べたのは、同じく1989年の天安門事件で国際的に孤立していた中国で、1990年代を通じて中緬関係は政治的・経済的・軍事的に緊密になった。
中緬関係が強化されるにつれ、100万～200万人の雲南人がミャンマーに移住してきたと言われている。彼らの多くは故人の身分証明書をブローカーから買い取り、ミャンマー国民としてマンダレー、ピンウールィン、ヤンゴンなどの大都市で暮らしている。また、彼らは既存の中国系ミャンマー人、雲南省、香港、マカオ、台湾などの海外華僑と強力なネットワークを築き、ミャンマーのさまざまな官僚的規制を回避する人脈・金脈を駆使して、ミャンマーで富裕層となっている。大型レストラン、大型スーパーマーケット、貿易商のほとんどは中国系が担っていると言われ、マンダレー中心部の2階建て以上の建物はすべて中国系の所有物と言われている。ただし、このような中国系の跋扈は、現地で大きな反中感情を呼んでいる。

#### 活発化する二国間貿易

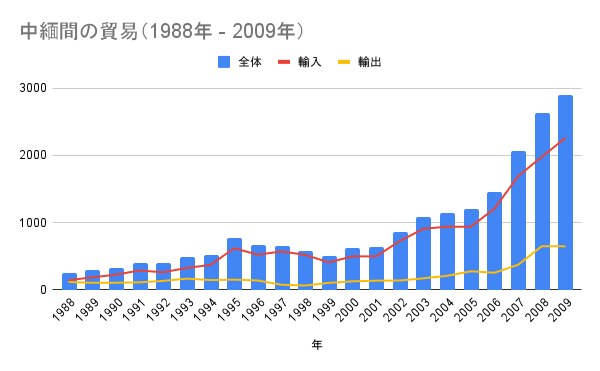
中緬間の貿易（1988年 - 2009年）

8888民主化運動の最中の1988年8月6日、両国間で国境貿易協定が締結されたのを機に中緬貿易が盛んになり、1988年の両国間の貿易総額はわずか2億7,071万米ドルだったものが、1995年には7億6735万米ドル、2006年には14億6007万米ドルまで増加、この時点で中国はミャンマーにとって3番目の貿易相手国となった。
ミャンマー側の輸出品は、木材、鉱石、農産品、水産物、宝石などの一次産品が大半で、中国からの輸入品は、機械設備、電気機器、鉄鋼製品、日用雑貨、紡績製品、食品、家電、自動車・オートバイなどである。機械設備、電気機器が多いのは、中国企業が、ミャンマーの発電所、インフラ、製造工場の建設に関与していたからで、ミャンマーが天然資源を輸出し、消費財・生産財・資本財などあらゆる必需品を中国からの輸入に依存しているというのが中緬貿易の形であり、右図からわかるとおり、ミャンマー側の大幅赤字となっている。
そして、中緬貿易の大半を占めるのが、雲南省との国境貿易である。資料によってまちまちだが、ISP Myanmarの資料によると、2024年の時点で、中緬国境のミャンマー側にはムセ、ルウェジェー、チンシュエホー、チャイントン、カンパイティーの5つの公式の国境ゲートがあり、他にも公式・非公式含めて70か所のゲートがあって、2002年の時点でミャンマーの対中輸入の57.8％、対中輸出の81.5％をこの国境貿易が占めていた。特に瑞麗 - ムセ間のゲートが最重要ゲートである。
ただし、ミャンマーにとって中国は重要な貿易パートナーであるが、中国にとってはさほどでもなく、2011年 - 2012年度の中緬貿易総額は約52億7000万米ドルだったが、これは中印貿易総額740億米ドル、中越貿易総額約400億米ドル、中泰貿易総額約580億米ドルに比べれば、微々たるものだった。

#### 中国の対緬経済開発・直接投資の増加
1990年代以降、中国の対緬経済開発・直接投資は増加の一途を辿っている。その特徴は官民一体の大型プロジェクトで、中国の国有企業が関与していること、中国の海外進出促進政策・走出去の一部にミャンマーが組み込まれていることである。

##### 石油・天然ガス開発・パイプライン
21世紀に入り「世界の工場」となった中国は、経済成長にともなう需要の増加を満たすため、輸入エネルギーに大きく依存するようになり、2007年までにミャンマーの石油・天然ガス田の開発に32億4000万ドル投資した。また、2006年2月には、中国石油天然気集団（CNPC）とミャンマー石油・ガス公社（MOGE）が、ラカイン州から雲南省に入る石油・天然ガスの中国＝ミャンマー・パイプラインの建設に関する覚書を締結。天然ガスのパイプラインは2013年に、石油のパイプラインは2015年に開通し、これによって、中国は輸送時間の大幅短縮化と、マラッカジレンマを回避して安全な石油・ガスルートを確保することが可能となり、ミャンマー政府は、パイプラインの通過料だけで年間1億5,000万ドルの利益を得ることとなった。

##### ダム・水力発電所建設
ミャンマーは常に電力不足に悩んでおり、1988年以降、急ピッチでダム・水力発電所の建設を進めてきたが、中国企業はそのうち200以上のプロジェクトに関与しているとされる。ダム本体と水力発電設備の納入といった周辺機器・資材を含む「パッケージエンジニアリング」を提供しているのが特徴で、ミャンマーの水力発電は中国に完全に依存していると言っても過言ではない。しかし、ダム・水力発電所の建設に関しては、強制移住、強制労働、環境破壊などが問題となっており、現地では反中感情が高まっている。2010年にはカチン州のミッソンダムと、バゴー地方域の夕ウキガトダムが、地元の武装勢力から手榴弾攻撃を受けている。

##### 鉱物資源採掘
中国は、ニッケル、銅、鉄など多くのミャンマーの鉱物資源の採掘にも関与している。代表例がレパダウン銅山やタガウン山（Tagaung Taung）ニッケル鉱山である。また、政府支配地域だけではなく、ワ州連合軍（UWSA）の錫、カチン独立軍（KIA）重希土類など、少数民族武装勢力の領土における鉱物資源の採掘にも中国企業が関与しているが、その実態は不明である。

#### インフラ整備
中国は西部大開発の一環として、雲南省からミャンマーに入る交通インフラ整備に尽力している。さらにインド洋へのアクセスとして2つのルートが構想されており、1つは瑞麗 - ムセ - マンダレー - ラカイン州チャウピューを結ぶ道路・鉄道、およびチャウピューにおける港湾の建設、そしてもう1つは、カチン州バモーからエーヤワディー川を航行して、ヤンゴン港、ティラワ港へ出るルートである。

#### 軍事関係強化
1989年10月にタンシュエ率いる軍事顧問団が訪中して14億米ドルの兵器取引契約を結んだのを皮切りに、国軍は中国から、海軍艦艇、航空機、兵器、レーダーシステム、ロケットランチャー、そして5,000台を超えるさまざまな種類の車両などを輸入し、1987年～1997年の間にミャンマーが輸入した13億8000万米ドルの兵器のうち、実に80％が中国製だった。また、国軍は、1990年～2005年の間、将校約665人と下士官兵249人を軍事訓練のために中国に派遣した。しかし、中国はUWSAにも兵器を供給しており、国軍と少数民族武装勢力の双方に影響力を及ぼしている。バーティル・リントナーは、中国のミャンマーにおける最大の関心事は自らの利権確保であり、そのためにミャンマーが民主主義国になって西側諸国にすり寄ることも、内戦が激化して利権が毀損されることも望んでおらず、「コントロール可能な混乱」を望んでいると述べている。

### 民政移管時代

#### 中緬関係悪化
SPDCが民政移管を実現した大きな理由が、中国依存から脱却して、西側諸国との関係を再構築し、国際社会へ復帰することだった。その「中国依存からの脱却」の意味するところは、中国からの独立を目指すものではなく、中国と相互依存関係を築くことだったが、テインセイン政権下で中緬関係は悪化した。

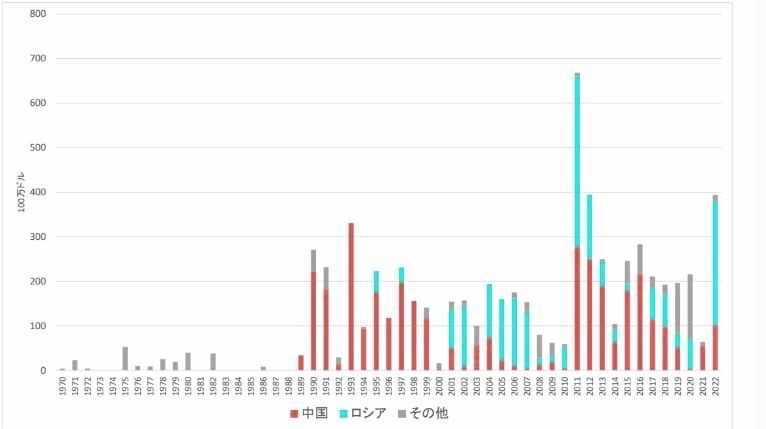
ミャンマーの武器調達先

政権が発足したばかりの2011年9月30日、テインセイン大統領は、住民の反対が大きいという理由で、中国電力集団公司が36億ドル投資したミッソン・ダムの建設凍結を発表した。2012年には中国の万宝鉱業が投資したレッパダウン銅山でも住民の反対運動が過熱、銅山の操業が一時停止に追いこまれた。また当時進行中だった全国停戦合意の交渉にEU、ノルウェー、日本の笹川陽平が関与するようになったのも、中国を苛立たせた。兵器の調達先においても、テインセイン政権は、中国からロシアへ軸足を移した。
結果、この時期、中国からの対緬直接投資は大幅に減少し、要人の交流も低調になった。また、この頃、ラカイン族の民族武装組織・アラカン軍（AA）が勢力を伸ばしていたが、これはテインセイン政権が中国と距離を置き始めたのを見た中国が、石油・天然ガスのパイプライン、経済特区、港湾など、中国が多数の利権を有するラカイン州に楔を打ちこむべく支援したものとも伝えられる。2015年3月13日、コーカン自治区で紛争が発生した際、ミャンマー空軍の戦闘機が誤って中国領土の農村に空爆して中国人5人が死亡する事件が起き、ミャンマー側が謝罪に追いこまれる一幕もあった。

#### NLD政権下での中国への接近
アウンサンスーチー率いるNLD政権は、基本、テインセイン政権の「独立、積極的、非同盟的な外交政策」を踏襲していた。しかし、2017年8月に起きたロヒンギャ危機の際、スーチーが国軍を擁護したと捉えられたことにより、彼女の国際的名声は完全に失墜した。そして、西側諸国の支持を失ったスーチーが頼ったのは中国だった。
テインセイン政権時代から中国はスーチーおよびNLDに接近していた。在緬中国大使はスーチーとたびたび面談し、2013年にはNLD代表団を1年に4度も中国に招待した。2015年6月にスーチーが初訪中した際は、当時、一野党の党首にすぎなかったスーチーを習近平総書記（国家主席）が迎え、2人の会談を実現するという破格の厚遇で迎えた。2016年3月30日にNLD政権が発足すると、4月5日に王毅外交部長が訪緬してスーチーと会談、スーチーも8月に再び訪中して、習近平総書記、李克強国務院総理などに歓待され、中国の一帯一路構想とBCIM経済回廊構想を承認し、「1つの中国」原則を保証した。

2017年のロヒンギャ危機の際にミャンマーに対して国際的批判が高まった際も、中国は内政干渉の原則を主張してミャンマーを擁護、11月の国連総会でのミャンマー非難決議でも反対票を投じ、両国の距離はぐっと縮まった。中国は、連邦和平会議 - 21世紀パンロンにおいても、連邦政治交渉協議委員会（FPNCC）と政府・国軍との仲介、昆明など中国領内での会談場所の提供、ミャンマー政府への多額の寄付、そしてロヒンギャ危機におけるミャンマーとバングラデシュの仲介など、ミャンマーの内政へも深く関与していった。そして2020年1月、習近平総書記が、中国共産党総書記として20年ぶりに訪緬し、「ラカイン州と中国雲南省を結ぶ中国・ミャンマー経済回廊（CMEC）構想（鉄道、高速道路）の推進」「ラカイン州チャウピューでの経済特区（SEZ）と深海港の建設」「シャン州ムセと瑞麗における国境経済協力圏の開発」を含む33の覚書（MOU）を締結した。その際、スーチーは以下のように述べ、中国への信頼を明らかにした。

### SAC時代
中国は内政不干渉を建前として2021年の軍事クーデターを批判せず、国家行政評議会（SAC）を事実上黙認したが、前述したようにNLD政権との関係も良好であったため、SACを強く支持するということもなかった。むしろ、ミンアウンフライン国軍総司令官・SAC議長に対してはその手腕に懐疑的で、反中感情の持ち主で、多くの中国人が被害に遭っている人身売買や詐欺団地に対する対応が十分ではないと見なしていたのだという。ただ、2022年12月にアメリカでビルマ法が成立したことにより、中国は、民主派の国民統一政府（NUG）をアメリカの傀儡と見なしてSACとの関係強化を図り、両国の要人往来が盛んになった。
しかし、2023年10月27日に三兄弟同盟による1027作戦が発動され、ミャンマー民族民主同盟軍（MNDAA）がコーカンを奪還、タアン民族解放軍（TNLA）も領土を大幅に拡大した。中国はオンライン詐欺撲滅を条件に1027作戦を黙認していたとされ、11月19日にはSACの意向を受けた国軍支持者がヤンゴンの中国大使館前で異例のデモを行った。しかしその後、三兄弟同盟の行動がさらに活発化し、2024年8月3日、MNDAAがラーショーを制圧して国軍北東軍管区司令部を占拠すると、これ以上の戦線拡大は容認できない中国は、より鮮明にSAC支持の方針を打ち出した。ラーショー陥落直後の8月5日、王毅外交部長が訪緬してミンアウンフラインと会談、SAC支持を明言しつつ、「中国を中傷し、貶めるいかなる言動にも反対する」と釘を差した。そして11月上旬、昆明で開催されるメコン川流域６か国首脳会議に出席するため、ミンアウンフラインはクーデター後初めて訪中し、李克強首相と会談、両国の友好関係を強くアピールした。2025年5月9日には、訪問先のモスクワで、ミンアウンフラインと習近平総書記の会談が実現。習近平は「中国は、ミャンマーが国の状況に沿った発展の道を歩み、主権や独立を守ることを支持する」と述べた。
2025年1月、中国の仲介によりMNDAAとの停戦合意が成立。4月21日、MNDAAはラーショーから撤退した。一方、2025年2月には民間警備サービス法が成立。これはミャンマー国内の中国のプロジェクトに関わる中国人職員を護衛するための中緬合同警備会社を設立しようとするもので、2008年憲法では外国軍の駐留は禁止されているが、中国人民解放軍の兵士が退職すればこの警備会社に従事することができるため、実質、ミャンマーが中国に主権の一部を譲渡するものと指摘されている。また仮に少数民族武装勢力や国民防衛隊（PDF）が中国人警備員を襲撃すれば、中国との間の国際問題に発展しかねず、人間の盾として機能するとも指摘されている。